# Liga Española de Baloncesto 1981-1982
La Liga Española de Baloncesto 1981-1982 è stata la 26ª edizione del massimo campionato spagnolo di pallacanestro maschile. La vittoria finale è stata ad appannaggio del Real Madrid.

## Risultati

### Stagione regolare
|     | Squadra                | G  | V  | N | P  | PF    | PS    | P.ti | Qualificazione                   |
| --- | ---------------------- | -- | -- | - | -- | ----- | ----- | ---- | -------------------------------- |
| 1.  | Real Madrid            | 26 | 25 | 0 | 1  | 2.897 | 2.253 | 50   |                                  |
| 2.  | Barcellona             | 26 | 24 | 0 | 2  | 2.818 | 2.204 | 48   |                                  |
| 3.  | Cotonificio Badalona   | 26 | 20 | 0 | 6  | 2.565 | 2.203 | 40   |                                  |
| 4.  | Miñón Valladolid       | 26 | 16 | 1 | 9  | 2.509 | 2.420 | 33   |                                  |
| 5.  | CAI Saragozza          | 26 | 15 | 0 | 11 | 2.539 | 2.433 | 30   |                                  |
| 6.  | Juventud Badalona      | 26 | 15 | 0 | 11 | 2.437 | 2.362 | 30   |                                  |
| 7.  | Manresa EB             | 26 | 13 | 0 | 13 | 2.262 | 2.371 | 26   |                                  |
| 8.  | OAR Ferrol             | 26 | 12 | 0 | 14 | 2.284 | 2.258 | 24   |                                  |
| 9.  | Areslux Granollers     | 26 | 11 | 1 | 14 | 2.340 | 2.293 | 23   |                                  |
| 10. | Caja de Ronda          | 26 | 10 | 1 | 15 | 2.104 | 2.185 | 21   |                                  |
| 11. | Estudiantes            | 26 | 10 | 1 | 15 | 2.207 | 2.446 | 21   |                                  |
| 12. | Canarias               | 26 | 4  | 2 | 20 | 2.422 | 2.696 | 10   | retrocesse in Primera División B |
| 13. | La Salle Josepets      | 26 | 3  | 0 | 23 | 2.028 | 2.736 | 6    | retrocesse in Primera División B |
| 14. | RC Náutico de Tenerife | 26 | 1  | 0 | 25 | 2.081 | 2.633 | 2    | retrocesse in Primera División B |

| Liga Española de Baloncesto 1981-1982 |
| ------------------------------------- |
| Real Madrid 22º titolo                |

## Formazione vincitrice
| N° | Naz.                  | Ruolo | Sportivo                       |  | Alt. |  |
| -- | --------------------- | ----- | ------------------------------ |  | ---- |  |
| 4  | Spagna (bandiera)     | AP    | Wayne Brabender                |  | 193  |  |
| 5  | Spagna (bandiera)     | A     | José Luis Díaz Vázquez         |  | 195  |  |
| 6  | Spagna (bandiera)     | C     | Fernando Romay                 |  | 213  |  |
| 7  | Spagna (bandiera)     | P     | José Luis Llorente             |  | 182  |  |
| 9  | Spagna (bandiera)     | AP    | Óscar Peña                     |  | 195  |  |
| 10 | Spagna (bandiera)     | AC    | Fernando Martín                |  | 206  |  |
| 11 | Spagna (bandiera)     | P     | Juan Antonio Corbalán          |  | 184  |  |
| 12 | Spagna (bandiera)     | C     | Rafael Rullán                  |  | 207  |  |
| 13 | Spagna (bandiera)     | AC    | Guillermo Hernangómez Heredero |  | 203  |  |
| 14 | Spagna (bandiera)     | AG    | Juan Manuel López Iturriaga    |  | 194  |  |
| 15 | Jugoslavia (bandiera) | G     | Mirza Delibašić                |  | 197  |  |
|    | Spagna (bandiera)     | AP    | Javier García Coll             |  | 193  |  |
|    | Spagna (bandiera)     | C     | Pedro Rodríguez Fernández      |  | 202  |  |
|    | Spagna (bandiera)     | C     | Ion Imanol Rementería          |  | 202  |  |
|    | Spagna (bandiera)     | All.  | Lolo Sainz                     |  |      |  |